# مقاطعة بشت
بشت (بالمجرية: Pest megye) هي مقاطعة إدارية في المجر. إنها تُغطي مساحة 6,393.14 كيلومتر مربع (2,468.41 ميل مربع), عدد سكانها يبلغ 1,213,090 (2009). أنها تحيط العاصمة الوطنية بودابست, وأغلبية سكان المجر (65.2%/790,995 في 2009) يعيشون في ضواحي بودابست. أنها تُشارك حدودها مع سلوفاكيا, والمقاطعات المجرية نوغراد، ياس-نادكون-سولنك، باتش-كيشكون، فيير، كوماروم-إستركوم. النهر دانوب يمر بهذه المقاطعة. عاصمة بشت هي بودابست.

## تاريخ

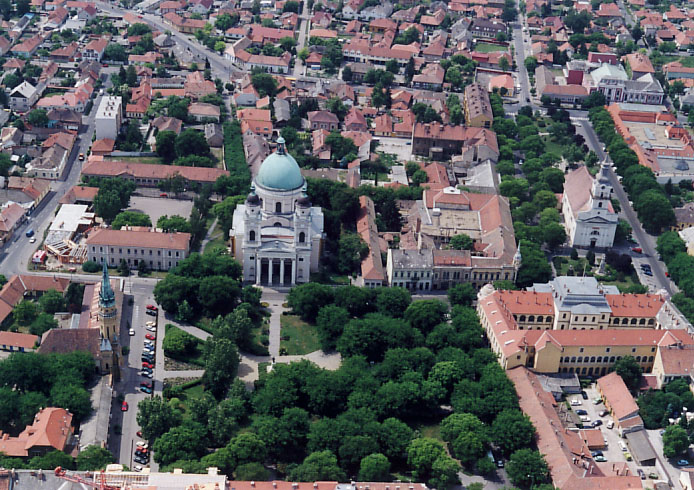

المقاطعة الحالية كُونت بعد الحرب العالمية الثانية, عندما المقاطعة القديمة بشت-بيليش-شولت-كيشكون قسمت إلى قسمين (الجزء الآخر في مقاطعة باتش-كيشكون). مقاطعة بشت أيضا كانت موجودة في مملكة المجر في القرون الوسطى (القرن الحادي عشر). أرضيها كونت تقريبا المناطق الشمال شرقية من مقاطعة بشت الحالية. كانت مدموجة مع المقاطعة بيليس قبل القرن 15.

## الديمغرافية
المجموعات العرقية (2001 التعداد) :
- المجريين—93،5 ٪
- الألمان—1،7 ٪
- غجر—1،2 ٪
- السلوفاك—0،8 ٪
- الآخرين—0،5 ٪
- غير معروف (لا جواب) -- 2،3 ٪

الأديان (2001 التعداد) :
- الكنيسة الرومانية الكاثوليكية—53 ٪
- الكالفيني—16 ٪
- اللوثرية—3،8 ٪
- الكاثوليكية اليونانية—1،2 ٪
- الآخرين (مسيحي) -- 1،3 ٪
- أخرى (غير المسيحية) -- 0،2 ٪
- الملحد—12 ٪
- غير معروف (لا جواب) -- 12،5 ٪

## صور

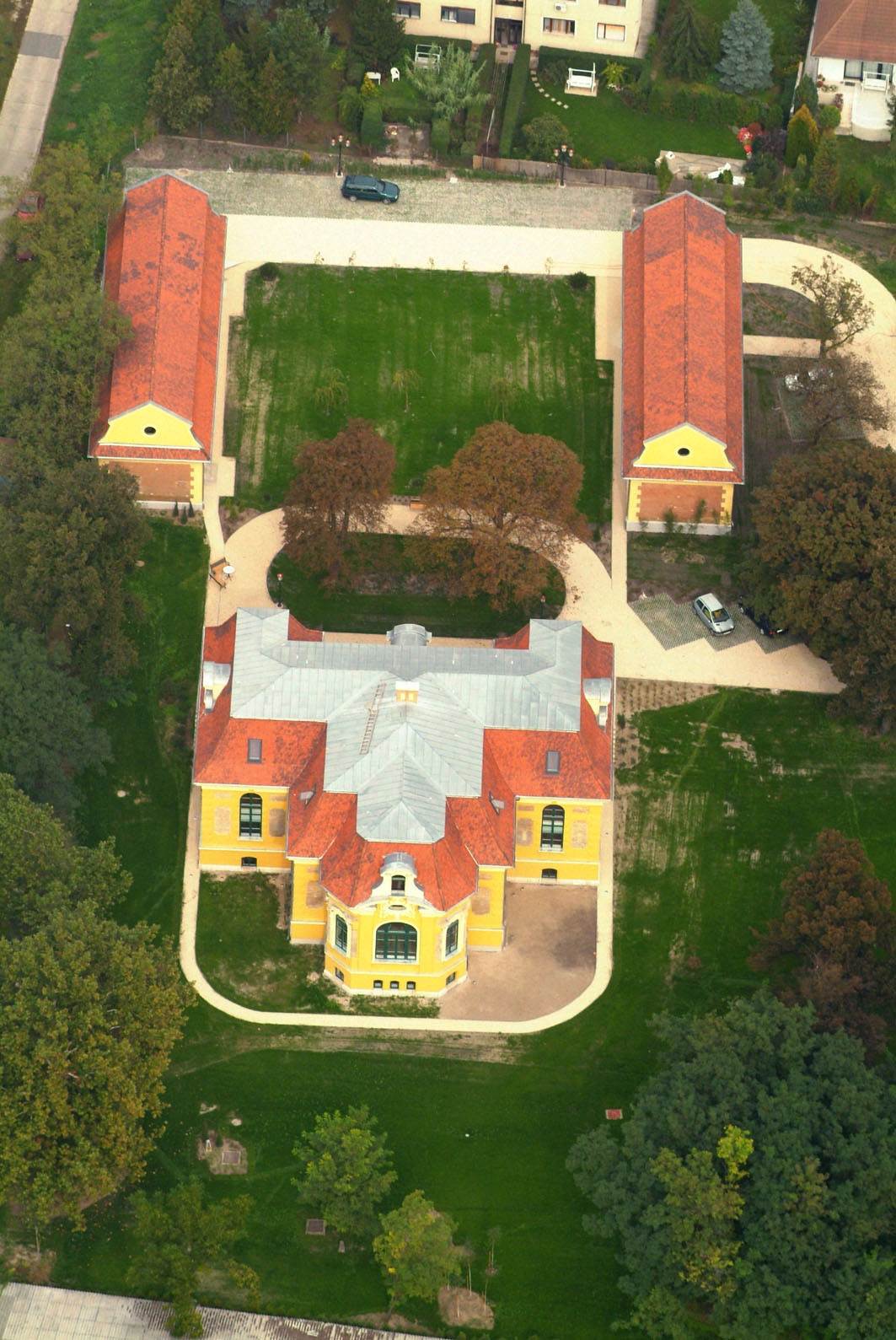
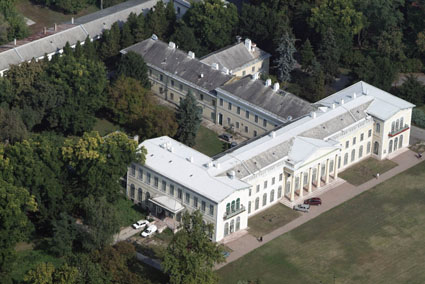
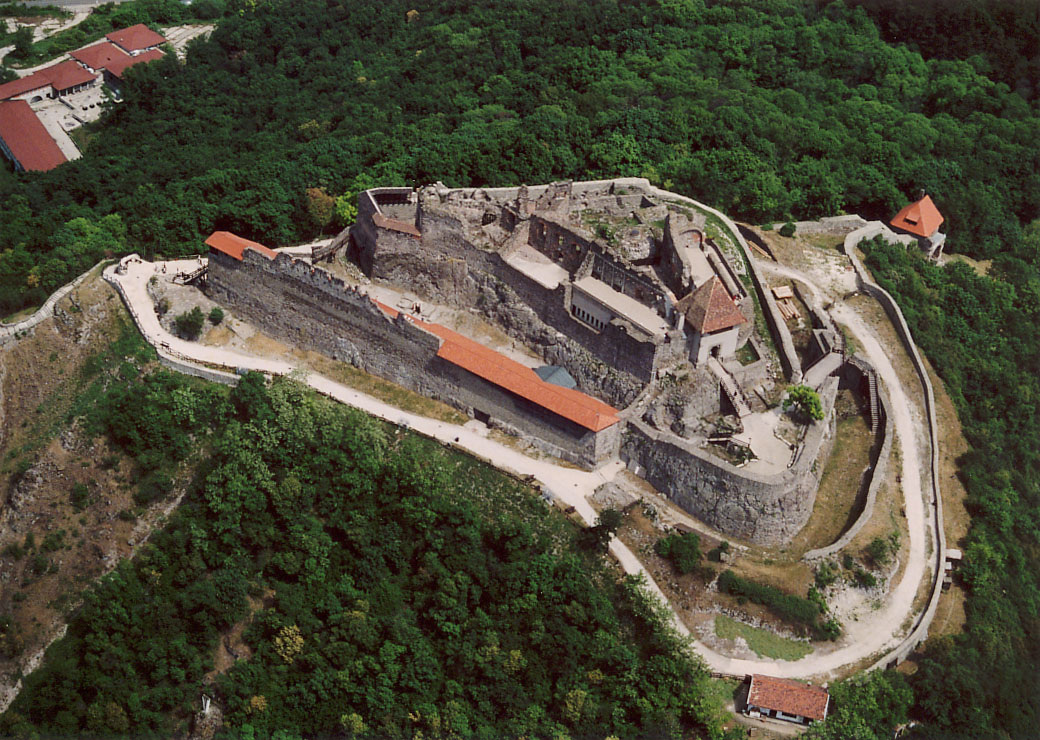
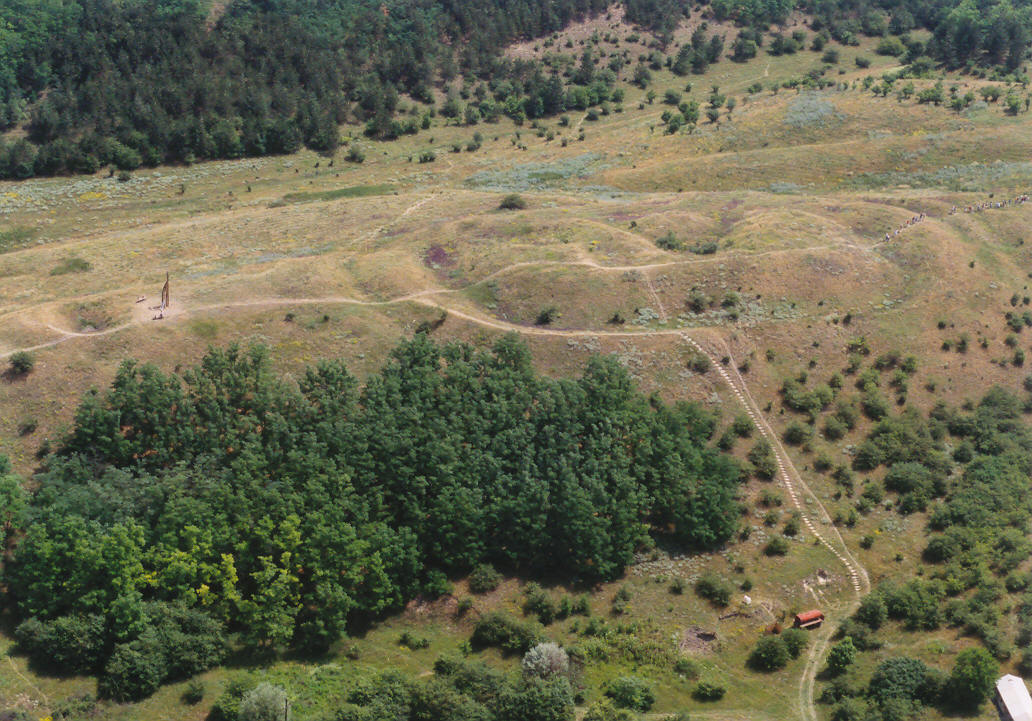
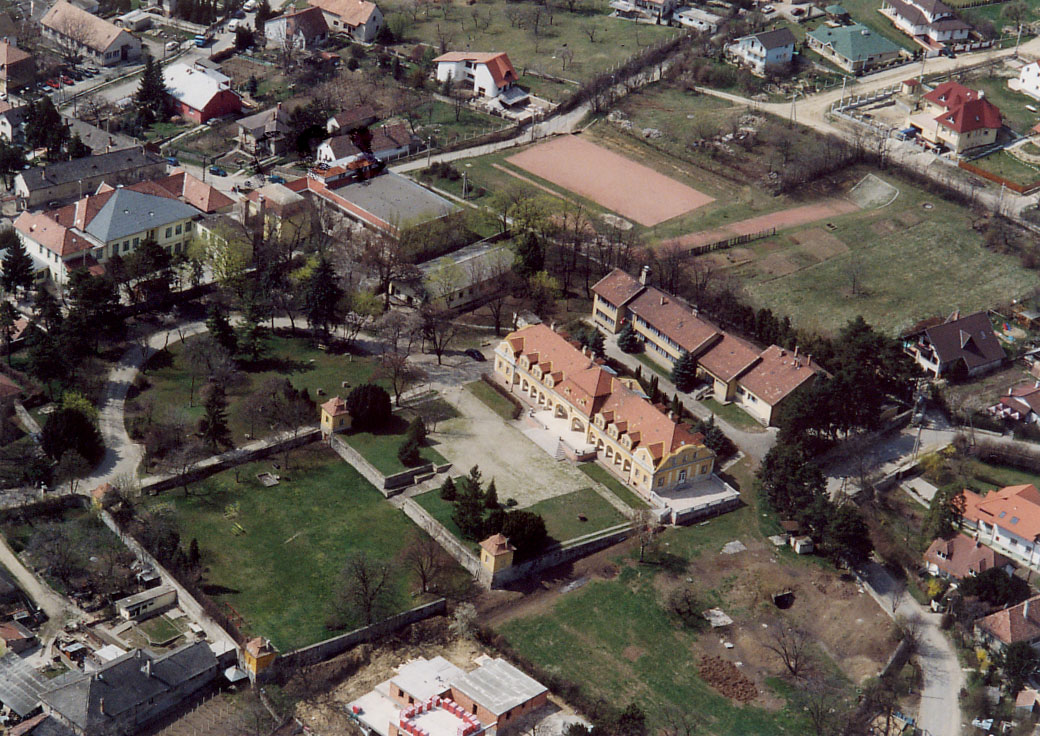
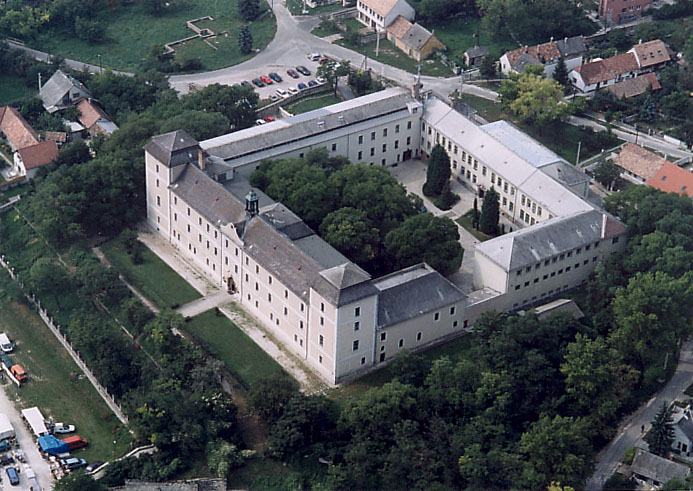
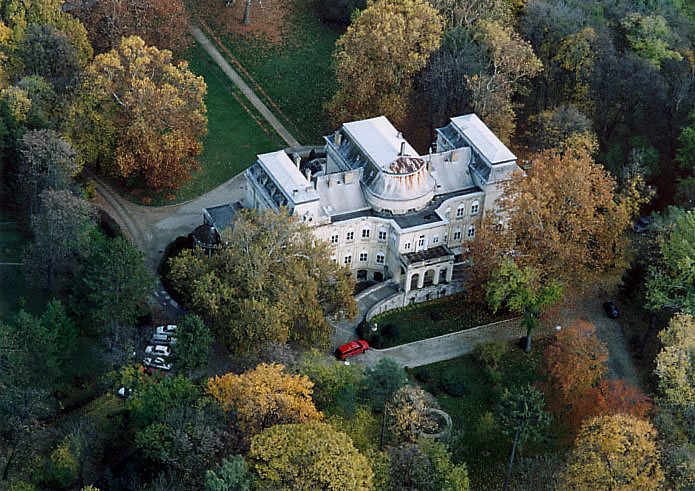
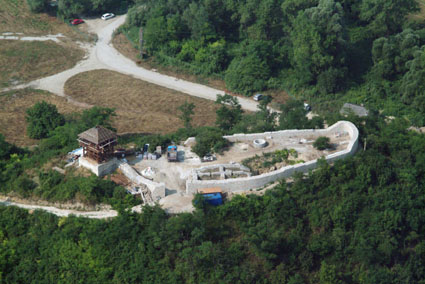